# Tűz és jég
A Tűz és jég (eredeti cím: Fire and Ice) 1983-ban bemutatott amerikai rajzfilm, amelyet Ralph Bakshi rendezett. Az animációs játékfilm producere Frank Frazetta. A forgatókönyvet Roy Thomas és Gerry Conway írta, a zenéjét William Kraft szerezte. A mozifilm a Ralph Bakshi és Frank Frazetta Productions gyártásában készült, a Producers Sales Organization és a 20th Century Fox forgalmazásában jelent meg.
Amerikában 1983. augusztus 26-án mutatták be a mozikban. Magyarországon három szinkronos változat is készült belőle, amelyekből az elsőt az HBO-n 1995. december 8-án, majd a másodikat a Viasat 3-on 2001. június 1-jén vetítették le a televízióban, a harmadikat 2004-ben adták ki DVD-n

## Cselekmény
Réges-régen, a legutolsó nagy jégkorszak végén, a messzi északon hatalomra került egy félelmetes királynő, Juliana-nak hívták. Az volt a terve, hogy kiterjessze uralmát az akkor ismert világ egészére. Épp ezért hadsereget gyűjtött és szült egy fiút, akit Nekronnak nevezett el. Nekront bevezette a fekete művészetek fortélyaiba és megtanította, hogyan kényszerítse akaratát a sötét erőkre. Amikor Nekron felnövekedett és már birtokában volt mindezen tudományainak, közösen vették át a hatalmat a jégbirodalom fölött. Aztán várukból, melyet jégcsúcsnak neveztek, óriási gleccsert szabadítottak el, mely elsöpörte a délvidéket. Nem volt ember, nem volt falu, ami ellenállhatott volna az irgalmatlan hordáknak. Így a kegyetlen mészárlás túlélői elhagyták a délvidéket, hogy a hegyvidék vulkánjainak melegétől feloldódjon hidegtől reszkető testük és a félelemtől dermedt lelkük. Egy nagylelkű király uralkodott: a neve Jarol. Erődjében élt, melyet az emberek Tűzőrnek hívtak. De Nekron továbbra is dél felé szorította a jeget, egyre inkább leszűkítve a Tűzőr uralta területeket. Mindenki tudta, hogy elkerülhetetlen, de senki nem tudhatta, mi lesz a csata végső kimenetele, amikor végleg összecsap majd a tűz és a jég.

## Szereplők
| Szereplő | Eredeti hang         | Magyar hang                    | Magyar hang                         | Magyar hang                              |
| Szereplő | Eredeti hang         | 1. magyar szinkron (HBO, 1995) | 2. magyar szinkron (Viasat 3, 2001) | 3. magyar szinkron (IPH SoundCard, 2004) |
| -------- | -------------------- | ------------------------------ | ----------------------------------- | ---------------------------------------- |
| Darkwolf | Steve Sandor         | Papp János                     | Rosta Sándor                        | Bácskai János                            |
| Larn     | William Ostrander    | Sinkovits-Vitay András         | Csík Csaba Krisztián                | Seder Gábor                              |
| Teegra   | Maggie Roswell       | Kisfalvi Krisztina             | Németh Kriszta                      | Ábel Anita                               |
| Nekron   | Stephen Mendel       | Csankó Zoltán                  | Mikula Sándor                       | Bodrogi Attila                           |
| Juliana  | Susan Tyrrell        | Kiss Mari                      | Hullan Zsuzsa                       | Andresz Kati                             |
| Jarol    | Leo Gordon           | Szélyes Imre                   | Imre István                         | Faragó András                            |
| Taro     | William Ostrander    | Felföldi László                | Pálmai Szabolcs                     | Dányi Krisztián                          |
| Roleil   | Elizabeth Lloyd Shaw | Kiss Erika                     | Simon Eszter                        | Böhm Anita                               |
| Narrátor | N/A                  | Kassai Ilona                   | Mics Ildikó                         | Menszátor Magdolna                       |

## Televíziós megjelenések
- 1. magyar szinkron: HBO
- 2. magyar szinkron: Viasat 3, M1